# 謝雨川
謝雨川，OBE，JP（1899年—1976年5月18日)，廣東番禺人。前香港立法局议员，戰後曾獲港府委託擔任縠米批發處主任主理食米配給，人稱「米王」。

## 生平
謝雨川於1910年入香港聖若瑟書院，后转入聖保罗书院。1915年毕业后，即投身商界。他在商业洋行及沪商华洋任总司账之职，1925年，商美最时洋行之聘，任人口部华人大写及总司账，1935年升任华经理。還擔任光华洋行总经理、德祥号总经理、植丰洋行董事、1953年获加冕奖章，1958年被委为太平绅士。1964年，他獲港府任命為立法局非官守議員，並获得OBE勋衔。
他曾任華商總會副理事長、南華體育會主席、香港華人體育協進會（即華協會前身）主席、保良局董事局副主席、九龍協會主席、港九街坊福利會主席、渣甸版賣及前圣保罗书院同学会会长。他曾经營光華洋行及德祥油站等行業。50年代还出任立法局议员及财政委员教育上诉委员会委员、社会救济基金信托委员会委员等职，还出任多个社团组织职务。
他在1976年5月18日於瑪麗醫院病逝，享年78歲。